# HD 2454
HD 2454，又名BD+09 47，SAO 109224、HR 107，是一颗恒星，视星等为6.04，位于銀經113.62，銀緯-52.26，其B1900.0坐标为赤經0h 23m 9.8s，赤緯+9° -52.26′ 32″。